# 史弼 (元朝)
史弼（1233年—1318年），字君佐（若佐），蒙古名塔剌渾，原為蠡州博野縣（今河北省蠡縣）人，元朝政治人物。
史弼會蒙古語，至元十年（1273年），隨軍攻打樊城，為副萬戶，隨伯顏駐守瓜州。至元十三年（1276年），史弼攻下揚州城，任揚州路達魯花赤，為萬戶。轉任黃州路宣慰使。至元十七年（1280年），平定杜可用起義，史弼歷任浙西、淮東、浙東宣慰使。至元二十六年（1289年），平定楊鎮龍起義。至元二十九年（1292年），為福建行省平章政事，和高興等將南征爪哇。至大三年（1310年）為同知樞密院事、江西行省右丞。延祐五年（1318年），史弼為平章政事，又加银青荣禄大夫，封鄂国公。不久去世。
早期蒙古帝国汉军万户。能举着数百斤重的石狮行走，武勇绝伦。随伯颜南征时，表现非常突出。

## 延伸阅读
[在维基数据编辑]
 《元史·卷162》，出自宋濂《元史》